# Júlio Pedrosa
Júlio Domingos Pedrosa da Luz de Jesus GCIP (Cantanhede, Cadima, 7 de setembro de 1945) é um químico, professor universitário jubilado e político português.

## Biografia
Ocupou o cargo de Ministro da Educação no XIV Governo Constitucional de 3 de Julho de 2001 a 6 de Abril de 2002.
Licenciado pela Faculdade de Ciências da Universidade de Coimbra e doutorado pela Universidade de Cardiff, lecionou na Universidade de Aveiro, onde atingiu a situação de Professor Catedrático e onde assumiu as funções de vice-reitor entre 1987 e 1992, e de Reitor entre 1994 e 2001. Entre 2005 e 2007 foi presidente do Conselho Executivo da Fundação das Universidades Portuguesas.
A 8 de Junho de 2009 foi agraciado com a Grã-Cruz da Ordem da Instrução Pública.

## Funções governamentais exercidas
- XIV Governo Constitucional
  - Ministro da Educação